# Thermalwasser Bad Zurzach

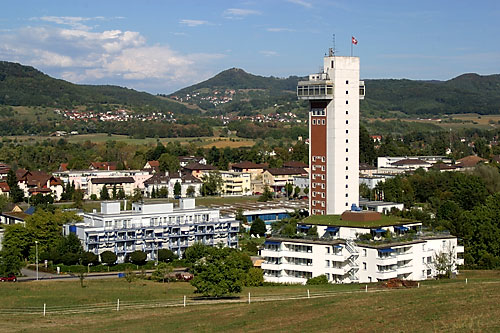
Thermalbad Bad Zurzach

Das Thermalwasser von Bad Zurzach stammt aus einer glaubersalzhaltigen Thermalquelle in Bad Zurzach in der Schweiz. Das Wasser wird insbesondere im Thermalbad Bad Zurzach genutzt. Es hat eine natürliche Temperatur von 39,9 °C und stammt aus 430 m Tiefe.
Die Thermalquelle von Bad Zurzach ist nicht identisch mit der Aktiengesellschaft Mineralquelle Zurzach, die im Bereich alkoholfreier Getränkeherstellung tätig ist und das mineralreiche Wasser aus der Thermalquelle ebenfalls nutzt.

## Geschichte
Auf der Suche nach Steinsalz fand man 1914 bei Bohrungen durch die Schweizerische Sodafabrik in einer Tiefe von 416 Metern zufällig eine warme Quelle, die artesisch aus dem Bohrloch sprudelte. Die Untersuchungen zeigten, dass es sich um vorzügliches Mineralwasser handelte. Die wirtschaftliche Situation machte eine Erschliessung zunächst nicht möglich.
Der Arzt Martin Erb war von der heilenden Wirkung des Wassers überzeugt und mobilisierte Interessenten um erneut finanzielle Mittel für eine weitere Bohrung generieren zu können. Am 5. September 1955 war es soweit: aus einer Tiefe von 429,6 Metern schoss das 39,9 °C warme Wasser aus dem Urgestein hervor.
Die Bad Zurzacher Glaubersalzquelle lindert Beschwerden bei Rheuma-Erkrankungen, insbesondere Abnutzungserscheinungen der Wirbelsäule, von Gelenken und Weichteilen. Zudem hilft das Baden positiv bei Bewegungs- und Zirkulationsstörungen, bei Restlähmungen des zentralen und peripheren Nervensystems sowie bei Durchblutungsstörungen. Ebenfalls geeignet für Trinkkuren bei Gallen-, Leber- und Magenleiden.